# Provincie Hóki

Mapa japonských provincií se zvýrazněnou provincií Hóki

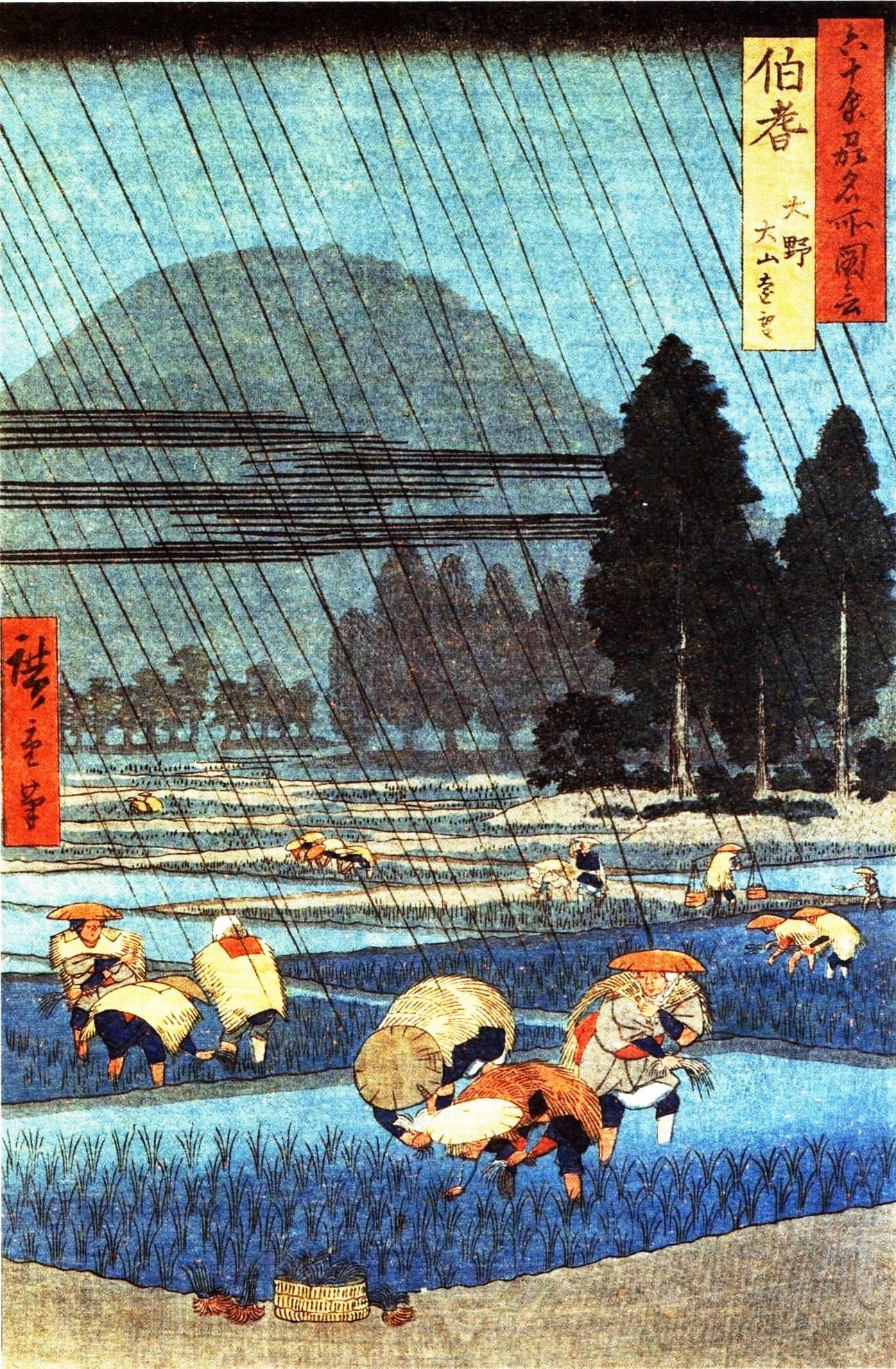
Hirošige (1797-1858): Rýžové pole v provincii Hóki

Provincie Hóki (japonsky: 伯耆国; Hóki no kuni) byla stará japonská provincie ležící na ostrově Honšú. Její území v současnosti tvoří západní část prefektury Tottori. Sousedila s provinciemi Inaba, Mimasaka, Biččú, Bingo a Izumo.
Staré hlavní město se nacházelo v oblasti, kde dnes leží Kurajoši. Významné hradní město bylo v Jonago.